# Incommunicado
Incommunicado is een nummer van de Britse progressieve rockband Marillion uit 1987. Het is de eerste single van hun vierde studioalbum Clutching at Straws.
"Incommunicado" is een snel, anthemisch rocknummer met een herhaald refrein en dominante keyboards van Mark Kelly. Zanger Fish vergeleek het nummer met het werk van The Who. Het nummer werd vooral een hit op de Britse eilanden, met een 6e positie in thuisland het Verenigd Koninkrijk. In de Nederlandse Top 40 werd een bescheiden 31e positie gehaald.